# يوليمار روخاس
يوليمار روخاس (مواليد 21 أكتوبر 1995) هي لاعبة ألعاب قوى فنزويلاية، فازت بميدالية ذهبية في القفز الثلاثي في أولمبياد 2020.